# كأس بلغاريا 1986–87
كأس بلغاريا 1986–87 (بالبلغارية: Купа на Народна република България 1986/87)‏ هو موسم من كأس بلغاريا. أشرف على تنظيمه اتحاد بلغاريا لكرة القدم، وفاز فيه سسكا صوفيا.